# Marcel Ivanuša
Marcel Ivanuša, slovensko-nemški nogometaš, * 16. januar 1985, Ptuj.
Ivanuša je nekdanji profesionalni nogometaš, ki je igral na položaju obrambnega vezista. Celotno kariero je igral za nemške klube, večji del za Stuttgarter Kickers z drugo ekipo, med letoma 2004 in 2014, ob koncu kariere pa še za SGV Freiberg in SpVgg 07 Ludwigsburg.